# Solbjørg Højfeldt
Solbjørg Højfeldt, född 10 juni 1947 i Danmark, är en dansk skådespelare och teaterregissör.

## Biografi
Højfeldt studerade vid Ålborg Teaters elevskola 1972-1974. Efter studierna har hon varit engagerad på nästan samtliga teatrar i Köpenhamn där hon spelat ett stort urval roller, från såväl klassisk som nutida dramatik. Vid sidan av teatern har hon haft en betydande TV- och filmkarriär där hon bland annat medverkade i Bille Augusts Zappa och Lars von Triers Riket. I Sverige har hon varit engagerad vid Helsingborgs Stadsteater.

## Filmografi (i urval)
- 2015-2016 - Ditte och Louise
- 2004 - Bröder
- 2004 - Hannah Wolfe
- 2000 - Blinkande lyktor
- 1998 - Motello
- 1995 - Höst i paradiset - Glädjekällan 2
- 1989 - Flickan vid stenbänken
- 1983 - Zappa

## Teater

### Regi
| År   | Produktion                                    | Upphovsmän                                     | Teater                   |
| ---- | --------------------------------------------- | ---------------------------------------------- | ------------------------ |
| 2002 | Dödsdansen                                    | August Strindberg                              | Helsingborgs stadsteater |
| 2005 | Bent                                          | Martin Sherman Översättning Charlott Neuhauser | Helsingborgs stadsteater |
| 2007 | Farliga förbindelser Les Liaisons dangereuses | Christopher Hampton Översättning Per Lysander  | Helsingborgs stadsteater |